# 음력 3월 6일
음력 3월 6일은 음력 3월의 6번째 날이다.

## 문화
- 1979년 - KBS FM(현 KBS 제1FM) 개국.
- 2008년 - 광주 도시철도 1호선 상무 ~ 평동 구간 개통.

## 탄생
- 1606년 - 조선 선조의 적장자 영창대군.
- 1611년 - 소현세자의 부인 민회빈 강씨.
- 1976년 - 대한민국의 배우 이주현.
- 1977년 - 대한민국의 배우 김영임.
- 1989년 - 대한민국의 아나운서 강지영.
- 1990년 - 대한민국의 가수 동림(DMTN).
- 1991년 - 일본의 가수 노나카 미사토.

## 사망
- 2021년 -
  - 대한민국의 래퍼 이현배.
  - 대한민국의 배우 김을분.

## 같이 보기
- 음력 360일: 1월 2월 3월 4월 5월 6월 7월 8월 9월 10월 11월 12월
- 전날:3월 5일 다음날:3월 7일 - 전달:2월 6일 다음달:4월 6일
- 양력:3월 6일
- 음력, 윤달